# Marguerite Renoir
Marguerite Houllé, comunemente nota come Marguerite Renoir (Parigi, 22 luglio 1906 – Vigneux-sur-Seine, 12 luglio 1987), è stata una montatrice francese.
Negli anni Trenta, come compagna del regista Jean Renoir, ne adottò il cognome.

## Biografia
Marguerite Houllé nasce nel 1906   in una famiglia operaia. Il padre e il cognato sono sindacalisti e suo fratello milita nel Partito Comunista Francese (PCF).
Comincia a lavorare all’età di quindici anni presso Pathé a Joinville-le-Pont dove colora le pellicole cinematografiche.
Nel 1927, mentre lavora al montaggio de La P'tite Lili di Alberto Cavalcanti, conosce Jean Renoir che recita come attore nel film, e, nel 1929, monta per la prima volta un film di Renoir, Le bled, dopo averne seguito la lavorazione in  Algeria.
Da allora si occuperà del montaggio di quasi tutti i film di Jean Renoir fino a La regola del gioco nel 1939.
Dal 1932 convive col regista che ha lasciato la moglie Catherine Hessling. L'équipe di Renoir la chiama  «le petit lion».
Attraverso la sua famiglia Jean Renoir conosce Maurice Thorez, il segretario generale del Partito Comunista Francese, e si impegna ad appoggiare il fronte Popolare con una serie di documentari di carattere sociale.
Nel 1936, Jean Renoir le affida il montaggio di Una gita in campagna, film tratto da un racconto di Maupassant, in cui recita nella parte della cameriera mentre lui compare nel ruolo dell'oste.
Nel 1939 Marguerite porta a termine il difficile montaggio de La regola del gioco.
Nell’estate del 1939, Jean Renoir lascia la Francia: parte prima per l'Italia e poi per l'America con  Dido Freire.
Nel 1940 Marguerite Houllé diviene la montatrice di Jacques Becker, che aveva conosciuto quando era giovane assistente di Renoir ne La notte dell'incrocio. Da questo momento in poi sarà la montatrice di quasi tutti i suoi  film. Negli anni '50 collabora anche con  Luis Buñuel, e poi, a partire dal 1962, con Jean-Pierre Mocky.

## Filmografia
- La P'tite Lili, regia di Alberto Cavalcanti - cortometraggio (1927)
- Le bled, regia di Jean Renoir (1929)
- Le Petit Chaperon rouge, regia di Alberto Cavalcanti (1930)
- La cagna (La chienne), regia di Jean Renoir (1931)
- La notte dell'incrocio (La nuit du carrefour), regia di Jean Renoir (1932)
- Boudu salvato dalle acque (Boudu sauvé des eaux), regia di Jean Renoir (1932)
- Chotard et Cie, regia di Jean Renoir (1933)
- Madame Bovary, regia di Jean Renoir (1933)
- Toni, regia di Jean Renoir (1935)
- I misteri di Parigi (Les mystères de Paris), regia di Félix Gandéra (1935)
- Koenigsmark, regia di Maurice Tourneur (1935)
- Il delitto del signor Lange (Le crime de Monsieur Lange), regia di Jean Renoir (1936)
- La vita è nostra (La vie est à nous), regia collettiva (1936)
- Les Amants terribles, regia di Marc Allégret (1936)
- Verso la vita (Les bas-fonds), regia di Jean Renoir (1936)
- Una gita in campagna (Une partie de campagne), regia di Jean Renoir (1936)
- Carico bianco (Cargaison blanche), regia di Robert Siodmak (1937)
- La grande illusione (La grande Illusion), regia di Jean Renoir (1937)
- Il caso del giurato Morestan (Gribouille), regia di Marc Allégret (1937)
- L'assassinio del corriere di Lione (L'affaire du courrier de Lyon), regia di Claude Autant-Lara e Maurice Lehmann (1937)
- La Marsigliese (La Marseillaise), regia di Jean Renoir (1938)
- L'angelo del male (La Bête humaine), regia di Jean Renoir (1938)
- La moglie del fornaio (La Femme du boulanger), regia di Marcel Pagnol (1938)
- La regola del gioco (La Règle du jeu), regia di Jean Renoir (1939)
- L'Or du Cristobal, regia di Jacques Becker e Jean Stelli (1940)
- Dernier Atout, regia di Jacques Becker (1942)
- La casa degli incubi (Goupi Mains Rouges), regia di Jacques Becker (1942)
- Il colonnello Chabert (Le Colonel Chabert), regia di René Le Hénaff (1943)
- L'aventure est au coin de la rue, regia di Jacques Daniel-Norman (1944)
- Falbalas, regia di Jacques Becker (1945)
- Le Couple idéal, regia di Bernard Roland et Raymond Rouleau (1946)
- La Rose de la mer, regia di Jacques de Baroncelli (1946)
- Dernier Refuge, regia di Marc Maurette (1947)
- Amore e fortuna (Antoine et Antoinette), regia di Jacques Becker (1947)
- Croisière pour l'inconnu, regia di Pierre Montazel (1948)
- L'amore, regia di Roberto Rossellini (1948)
- Bagarres, regia di Henri Calef (1948)
- Le sedicenni (Rendez-vous de juillet), regia di Jacques Becker (1949)
- Les Eaux troubles, regia di Henri Calef (1949)
- Les Aventuriers de l'air, regia di René Jayet (1950)
- Edoardo e Carolina (Édouard et Caroline), regia di Jacques Becker (1951)
- Bibi Fricotin, regia di Marcel Blistène (1951)
- L'Enfant des neiges, regia di Albert Guyot (1951)
- Au cœur de la Casbah, regia di Pierre Cardinal (1952)
- Casco d'oro (Casque d'or), regia di Jacques Becker (1952)
- Rue de l'Estrapade, regia di Jacques Becker (1953)
- Ma Jeannette et mes copains, regia di Robert Ménégoz (1953) - cortometraggio
- Grisbì (Touchez pas au grisbi), regia di Jacques Becker (1954)
- L'Amour d'une femme, regia di Jean Grémillon (1954)
- Ali Baba (Ali Baba et les quarante voleurs), regia di Jacques Becker (1954)
- Gli amanti di domani (Cela s'appelle l'aurore), regia di Luis Buñuel (1956)
- La selva dei dannati (La mort en ce jardin), regia di Luis Buñuel (1956)
- Le vergini di Salem (Les Sorcières de Salem) regia di Raymond Rouleau (1957)
- Montparnasse (Montparnasse 19), regia di Jacques Becker (1958)
- Il buco (Le Trou), regia di Jacques Becker (1960)
- Snobs !, regia di Jean-Pierre Mocky (1962)
- Il cielo chiude un occhio (Un drôle de paroissien), regia di Jean-Pierre Mocky (1963)
- La Grande Frousse, regia di Jean-Pierre Mocky (1964)
- Le Bestiaire d'amour, regia di Gérald Calderon (1965)
- Il maschio e la femmina (Masculin, féminin), regia di Jean-Luc Godard (1966)
- Come cambiar moglie (Les Compagnons de la marguerite), regia di Jean-Pierre Mocky (1967)
- La contestazione del tubo (La Grande Lessive (!)), regia di Jean-Pierre Mocky (1968)
- Cinéma-Cinéma, regia di Jean-Pierre Lajournade (1969) - cortometraggio
- La Fin des Pyrénées, regia di Jean-Pierre Lajournade (1970)
- L'Étalon, regia di Jean-Pierre Mocky (1970)
- Les voisins n'aiment pas la musique, cortometraggio di Jacques Fansten (1970)
- Un uomo solo (Solo), regia di Jean-Pierre Mocky (1970)
- Le Laboratoire de l'angoisse, regia di Patrice Leconte (1971) - cortometraggio
- Chut !, regia di Jean-Pierre Mocky (1972)